# Leònides d'Alexandria
Leònides d'Alexandria (en llatí Leonidas, en grec Λεωνίδας) va ser un poeta grec de la meitat del segle i. Va néixer segons el mateix diu, a la vora del Nil, i després va anar a Roma on va ensenyar gramàtica i va esdevenir finalment popular i va rebre el patronatge de la família imperial. Els epigrames que es conserven diuen que va florir sota Neró i es va mantenir actiu fins al temps de Vespasià.
A l'Antologia grega hi ha 43 epigrames que se li atribueixen, però alguns corresponen a Leònides de Tàrent. Els epigrames de Leònides d'Alexandria són poc interessants, i alguns es distingeixen pel suposat mèrit de tenir els dos versos de què consten amb el mateix nombre de síl·labes, els anomenats ἰσόψηφα ἐπιγράμματα.